# کامیلو سیت

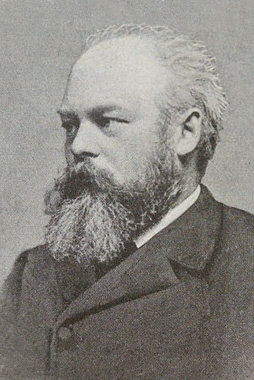
نگاره‌ای از کامیلو زیته، معمار برجستهٔ اتریشی

کامیلو زیته (انگلیسی: Camillo Sitte؛ ۱۷ آوریل ۱۸۴۳ – ۱۶ نوامبر ۱۹۰۳) یک معمار اهل اتریش بود.